# Minority Report (serie televisiva)
Minority Report è una serie televisiva statunitense di fantascienza ideata da Max Borenstein, trasmessa dalla Fox dal 21 settembre al 30 novembre 2015.
Ispirata al film del 2002 Minority Report, diretto da Steven Spielberg, a sua volta tratto dal racconto di Philip K. Dick Rapporto di minoranza, è ambientata nel 2065, a dieci anni di distanza dagli eventi narrati nel film.

## Trama
Nel 2065, a Washington, il dipartimento precrimine della polizia, il quale sfruttava le capacità precognitive di tre bambini, definiti precogs, per cercare di impedire il verificarsi di crimini futuri, è ormai chiuso da dieci anni. Uno dei precogs, Dash, tuttavia, ancora tormentato dalle visioni, decide di ritornare a collaborare con la polizia per cercare di impedire gli omicidi di cui viene a conoscenza. Inizia quindi a collaborare con la detective Lara Vega, anche se le sue visioni sono solo frammentarie, essendo la sua abilità condivisa con quella del fratello gemello Arthur, anche lui precog, con il quale non è più in contatto da tempo.

## Episodi
| Stagione       | Episodi | Prima TV USA | Prima TV Italia |
| -------------- | ------- | ------------ | --------------- |
| Prima stagione | 10      | 2015         | 2016            |

## Personaggi e interpreti
- Dashiell "Dash" Parker nato Arkadin, interpretato da Stark Sands, doppiato da Davide Perino.
Dash è un precog che tenta di avere una vita normale ma ha continue visioni premonitrici di vari crimini, che decide di tentare di impedire, nel frattempo andando alla ricerca del fratello gemello Arthur.
- Detective Lara Vega, interpretata da Meagan Good, doppiata da Perla Liberatori.
È la detective che aiuta Dash a cercare di impedire i crimini che prevede.
- Arthur Watson nato Arkadin, interpretato da Nick Zano, doppiato da Marco Vivio.
Precog fratello gemello di Dash.
- Norbert "Wally" Wallace, interpretato da Daniel London, doppiato da Oreste Baldini.
Dieci anni prima era l'incaricato alla custodia dei precog, nel presente si rimette in contatto con Dash per aiutarlo a costruirsi una nuova identità.
- Agatha Lively, interpretata da Laura Regan, doppiata da Chiara Colizzi.
Sorellastra di Dash e Arthur, anche lei precog.
- Akeela, interpretata da Li Jun Li, doppiata da Valentina Favazza.
Tecnico scientifico che lavora con la detective Vega.
- Tenente Will Blake, interpretato da Wilmer Valderrama, doppiato da Stefano Crescentini.
Collega della detective Vega.

## Produzione
Nel mese di agosto 2014 fu reso noto che l'autore di Godzilla Max Borenstein aveva ideato per la Amblin Television di Steven Spielberg una versione televisiva del film del 2002 Minority Report, diretto dallo stesso Spielberg. L'8 settembre 2014 la Fox acquisì i diritti del sequel, ambientato dieci anni dopo il film, prodotto dalla Amblin Television in collaborazione con la 20th Century Fox Television e la Paramount Television, ufficializzando la produzione di un episodio pilota il 9 gennaio 2015. Il pilot è diretto da Mark Mylod.
Il 13 febbraio 2015 entrarono nel cast Daniel London, il quale riprende il ruolo di Wally, già interpretato nel film, e Li Jun Li. Il 24 febbraio Laura Regan fu ingaggiata per il ruolo di Agatha, per la quale era stata considerata anche l'attrice che l'ha interpretata nel film, Samantha Morton. Il 26 febbraio 2015 vennero invece ingaggiati Stark Sands, per il ruolo del protagonista Dash e del fratello Arthur, e Meagan Good, per il ruolo della detective Vega, mentre il 2 marzo Wilmer Valderrama si aggregò al cast per il ruolo del detective Will Blake.
L'8 maggio 2015 la Fox confermò la produzione di una prima stagione, in onda dal 21 settembre 2015. Il primo trailer era stato pubblicato il 13 maggio 2015.
A causa dei bassi ascolti registrati dai primi episodi, l'ordine di produzione iniziale venne ridotto da 13 a 10 episodi.
Il 13 maggio 2016, Fox ha cancellato la serie.